# Lista primarilor din Alexandria
Aceasta este lista primarilor din Alexandria:
- Alexandru Colfescu (1934-1937)
- Teodor Nițulescu (1996-2001)
- Constantin Slăbescu (2001-2008)
- Victor Drăgușin (2008-prezent)[1]